# الزرابي (بني سويف)
قرية الزرابي هي إحدى القرى التابعة لمركز بنى سويف في محافظة بني سويف في جمهورية مصر العربية. حسب إحصاءات سنة 2006، بلغ إجمالي السكان في الزرابي 3517 نسمة، منهم 1647 رجل و1870 امرأة.

## طالع أيضًا
- محافظة بني سويف
- قائمة قرى محافظة بني سويف